# Épidémie de choléra de 1884 à Marseille
En 1884, Marseille subit sa dernière épidémie de choléra (5e pandémie).
Le choléra arrive à Toulon par le bateau La Sarthe en provenance de Saïgon, gagne ensuite rapidement les cités de Marseille et Arles. Elle provoque 1 777 décès dans la ville.